# Чайлы (Агдеринский район)
Чайлы́ (азерб. Çaylı) — село в Агдеринском районе Азербайджана, является центром Чайлинского сельского административно-территориального округа. 

## География
Село Чайлы является центром Чайлинского сельского административно-территориального округа Агдеринского района, при этом в состав этого сельского административно-территориального округа входят также и сёла Суговушан и Тепекенд.
Село расположено на берегу реки Тертер в предгорной местности.

## История
В советский период в административном делении АССР (Азербайджанская ССР) на 1933 год упоминаются населённые места Ашагы-Чайлы и Юхары-Чайлы в составе Юхары-Чайлинского сельсовета Автономной Области Нагорного Карабаха. Сама Автономная область Нагорного Карабаха (АОНК) была образована 7 июля 1923 года и в 1936 году была переименована в Нагорно-Карабахскую автономная область (НКАО).
В административно-территориальном делении Азербайджанской ССР на 1961 год, на 1963, на 1968 год, на 1977 год упоминаются сёла Верин Чайлы и Неркин Чайлы, указанные в составе Веринчайлинского (Верин-Чайлинского) сельсовета (сельского Совета) Мардакертского района Нагорно-Карабахской автономной области Азербайджанской ССР, при этом село Верин Чайлы было центром этого сельсовета.
Указом Президиума Верховного Совета Азербайджанской ССР от 26 марта 1982 года было постановлено присвоить слившимся селениям Верин Чайлы и Неркин Чайлы наименование Чайлы и переименовать в связи с этим Верин-Чайлинский сельский Совет в Чайлинский сельский Совет с центром в селении Чайлы.
2 сентября 1991 года на совместной сессии Нагорно-Карабахского областного и Шаумяновского районного Советов народных депутатов была принята Декларация о провозглашении Нагорно-Карабахской Республики в границах Нагорно-Карабахской автономной области (НКАО) и сопредельного Шаумяновского района Азербайджанской ССР.
26 ноября 1991 года Верховный Совет Азербайджанский Республики принял закон "Об упразднении Нагорно-Карабахской автономной области Азербайджанской Республики". В этом законе помимо упразднения Нагорно-Карабахской Автономной Области (НКАО), было постановлено в том числе также и переименование Мардакертского района в Агдеринский район.
В связи с Карабахским конфликтом Агдеринский район во время Первой карабахской войны оказался в зоне боевых действий. В ходе летнего наступления 1992 года Азербайджанские войска восстановили контроль над большей частью Агдеринского района. Утром 4 июля 1992 года Азербайджан восстановил контроль над городом Агдере.
Решением Милли Меджлиса Азербайджанской Республики от 25 августа 1992 года Чайлинский сельсовет был передан из состава Агдеринского района в состав Тертерского района. Сам Агдеринский район впоследствии решением Милли Меджлиса Азербайджанской Республики от 13 октября 1992 года был упразднён, а его территория была поделена между Агдамским, Кельбаджарским и Тертерским районами.
Однако в результате наступления армянским войскам к 25 февраля 1993 года удалось занять территорию почти всего на тот момент бывшего Агдеринского района. 27 июня, а по другим данным 7 июля 1993 года армянские вооружённые формирования заняли город Агдере. С 1994 года село Чайлы располагалось на линии соприкосновения Вооружённых сил Азербайджана и армянских сил в Нагорном Карабахе.
В ходе Второй Карабахской войны президент Азербайджана Ильхам Алиев 9 октября 2020 объявил о восстановлении Азербайджаном контроля над селом Чайлы. В результате успешной боевой операции в сентябре 2023 года Азербайджан восстановил контроль над всей территорией региона.
Законом от 5 декабря 2023 года в связи с воссозданием Агдеринского района из частей Агдамского, Кельбаджарского и Тертерского районов, Чайлинский сельский административно-территориальным округ вместе с входящим в него селом Чайлы был передан из состава Тертерского района в состав Агдеринского района. В настоящее время село Чайлы является центром Чайлинского сельского административно-территориального округа Агдеринского района Азербайджана.

## Экономика
В доконфликтный период население села занималось земледелием и животноводством. В селе были средняя школа, детский сад, клуб, библиотека.